# Janet K. Lee
Janet K. Lee, née en 1967, est une dessinatrice de bande dessinée américaine.

## Œuvres publiées
Janet K. Lee est dessinatrice de ces bandes dessinées et ses collaborateurs en sont les scénaristes.
- Return of the Dapper Men, avec Jim McCann, Archaia Entertainment, 2010.
- Emma, avec Nancy Butler, Marvel Illustrated, 5 comic books, 2011. Repris en album la même année.
- Northanger Abbey, avec Nancy Butler, Marvel, 5 comic books, 2012.
- Lost Vegas, avec Jim McCann, Image Comics, 4 comic books, 2013. Repris en album la même année.

## Prix et récompenses
- 2011 : Prix Eisner du meilleur album pour Return of the Dapper Men (avec Jim McCann)